# Незнамова, Нина Фатеевна
Нина Фатеевна Незнамова (род. 10 апреля 1943 год, пос. Калач, Сталинградская область, РСФСР, СССР) — советская и латвийская театральная актриса. Народная артистка Латвийской ССР (1982).

## Биография
Родилась в посёлке Калач Сталинградской области (ныне город Калач-на-Дону Волгоградской области). Отец работал механиком, мать — воспитателем детского сада.
Окончила Калачёвскую среднюю школу (1960), актёрскую студию Волгоградского драматического театра (1962). После окончания учёбы поступила актрисой в труппу Калининградского драматического театра (1962). С 1963 года актриса Рижского театра русской драмы. Дебютировала на рижской сцене в роли Жени Кавериной в пьесе А. Андреева «Решите наш спор, люди!».
Снималась в кино на Рижской киностудии в небольших и эпизодических ролях.

## Премии и награды
- Лауреат премии Ленинского комсомола Латвийской ССР (1970)
- Заслуженная артистка Латвийской ССР (1973)
- Народная артистка Латвийской ССР (1982)
- Офицер ордена Трёх звёзд (2003)
- Почётная грамота Кабинета Министров Латвийской Республики (11 апреля 2003 года)[1]
- Медаль Пушкина (6 декабря 2010 года, Россия) — за большой вклад в укрепление российско-латвийских культурных связей и популяризацию русского языка и русской культуры за рубежом[2]

## Роли в театре
- 1964 — «Рассудите нас, люди» А. Андреева — Женя
- 1964 — «В день свадьбы» Виктора Розова — Майя Мухина
- 1964 — «Егор Булычов и другие» Максима Горького — Александра
- 1965 — «Вестсайдская история» Артура Лорентса и Леонарда Бернстайна — Анита
- 1967 — «Разорванный рубль» Сергея Антонова и Оскара Ремеза — Груня
- 1968 — «Варшавская мелодия» Леонида Зорина — Геля
- 1968 — «Девятый праведник» Ежи Юрандота — Цейпа
- 1969 — «Я отвечаю за всё» по роману Юрия Германа — Варвара
- 1969 — «Человек из Ламанчи» Д. Вассермана и Д. Дэриона — Алдонса
- 1969 — «Дуэль» Мара Байджиева — Нази
- 1970 — «На дне» Максима Горького — Василиса
- 1971 — «Телевизионные помехи» Кароя Сакои — Ванда
- 1973 — «Алкор и Мона» С. Ману по пьесе М. Себастьяна «Безымянная звезда» — Незнакомка
- 1974 — «Беседы с Сократом» Эдварда Радзинского — Гарпия
- 1977 — «Король Лир» Уильяма Шекспира — Гонерилья
- 1978 — «Убийца» по роману Ф. М. Достоевского «Преступление и наказание» — Катерина Ивановна
- 1979 — «История лошади» по повести Л. Н. Толстого «Холстомер» — Мари
- 1979 — «Вишнёвый сад» А. П. Чехова — Шарлотта Ивановна
- 1980 — «Дни портных в Силмачах» Рудольфа Блауманиса — Антония
- 1983 — «Чайка» А. П. Чехова — Аркадина
- 1984 — «Пролетая над гнездом кукушки» Дейла Вассермана по роману Кена Кизи — Милдред Рэтчед
- 1985 — «Всё хорошо, что хорошо кончается» Уильяма Шекспира — Графиня Руссильонская
- 1988 — «Гамлет» Уильяма Шекспира — Гертруда
- 1991 — «Кто убил Мари Жанну?» Жана Ануйя — Мари Жанна
- 1992 — «Бешеные деньги» А. Н. Островского — Чебоксарова
- 1993 — «Грехопадение» Оноре де Бальзака — Госпожа Жерар
- 1996 — «Самоуправцы» Алексея Писемского — Имшина
- 1996 — «Игра с кошкой» Иштвана Эркеня — Орбани
- 1997 — «Маленькая девочка» Нины Берберовой — Ольга Сомова
- 1998 — «Все в саду» переработанная Эдвардом Олби пьеса Джайлза Купера — Тузе
- 1999 — «Французские страсти на подмосковной даче» Людмилы Разумовской — Лиля
- 2000 — «Священные чудовища» Жана Кокто — Эстер
- 2000 — «Блудный сын» Рудольфа Блауманиса — Роплайнете

## Фильмография
- 1978 — Мужские игры на свежем воздухе
- 1982 — Забытые вещи — одинокая женщина
- 1983 — Каменистый путь — госпожа Мелдриня
- 1985 — Двойной капкан — соседка Блумберга
- 1987 — Фотография с женщиной и диким кабаном — гостья
- 1987 — Стечение обстоятельств — Марта